# La vedova (film 1939)
La vedova è un film del 1939 diretto da Goffredo Alessandrini.
Il soggetto è tratto dalla commedia omonima di Renato Simoni, ridotta per lo schermo da Tommaso Fabbri (alias Tomaso Smith, inviso al regime).
Il film fu girato per gli interni negli studi della Scalera Film a Roma, e per gli esterni a Venezia.

## Trama
La vicenda inizia nel 1860. Un giovane veneziano, contrariamente al volere dei propri genitori, sposa una ragazza; e con lei fugge all'estero. Dopo qualche tempo egli muore in un incidente. Maddalena, la vedova, si presenta in casa dei genitori di suo marito secondo le ultime volontà di lui. Accolta generosamente dal padre, trova una avversione invincibile nella mamma, che vuole gelosamente conservare per sé sola il ricordo e il dolore del figliolo defunto. La ragazza riesce a vivificare l'ambiente famigliare e, dopo alcuni anni, è tentata dall'affetto sincero che per lei dimostra un giovane pittore. Maddalena è combattuta tra il desiderio di rifarsi una vita e il dovere di riconoscenza che nutre verso i suoceri. Ma è la mamma dello scomparso allora, che la convince a seguire la nuova via che si schiude dinnanzi, poiché in tal modo ella pensa di poter finalmente riavere tutto per sé il ricordo e il dolore per il figliolo.

## Accoglienza

### Critica
- "A compensarci delle troppe commediette ogni tanto un nostro nuovo film appare e subito, come quello d'oggi, s'impone per le non piccole ambizioni che ha accarezzato, per l'intelligenza e la cura che gli sono state prodigate; e tutto ciò molto ci conforta e ci fa sperare, ci dice che si può contare su uomini capaci, e che questi dovrebbero avere, e l'avranno, il predominio su quanti, capaci, lo sono un... po' meno. Ridurre a film la bella, delicatissima, intima commedia di Renato Simoni era un'impresa assai difficile. [...] Il Fabbri per questa riduzione è stato assai abile, donando alla commedia un ampio antefatto sviluppati capitoli, dove l'amore di Maddalena e Carlo vibra in vari sviluppati capitoli con notazioni gustose di tipi e d'ambienti ottocenteschi, fra i quali è davvero magistrale l'ampia sequenza iniziale della festicciola da ballo, espressa con tutto il sapore di un prezioso e interpretato dagherrotipo [...] tutto il film respira di una sua delicatezza rara, è davvero diventato un piacere il seguire l'evolversi e l'arricchirsi della regia di Alessandrini, tutta intessuta di tocchi calzanti, sempre necessari ed appropriati e sempre schiva di ogni effetto che sia fine a se stesso."(Mario Gromo La Stampa 12 febbraio 1939)
- Si gira La Vedova "Scalera ha fatto le cose in grande.(Ruggeri, Emma Gramatica, Isa Pola, Cialente, Baseggio, Zoppetti, Maldacea e via via) Alessandrini vuole farle in grandissimo. Ha mobilitato il teatro Goldoni, ha creato il quartier generale del suo Stato Maggiore: ha prelevato gondole, barche, zattere: ha inquadrato legioni di popolani, di gondolieri, ragazzi, gendarmi (i gendarmi sono quelli del 1860, a giudicare dai pantaloni e sciabole annesse): ha messo in movimento sarti, truccatori, aiuti di ogni sorta per creare i quadri di ambiente di questa Vedova, che sarà piena di Luciete, Nani, Momoli, Toni, in scialletti e tube. Lo Stato Maggiore di Alessandrini? Tre generali di indiscussa autorità: Arata fotografo, Sensani costumista, Valente architetto. Insomma questa produzione dell'anno XVII comincia bene. (L. Ridenti, Cinema Illustrazione n.37 14 settembre 1938)